# Пальники (Свердловская область)
Пальники́ — деревня в Новоуральском городском округе Свердловской области России.

## География
Деревня Пальники расположена к северо-западу от Екатеринбурга, к югу от Нижнего Тагила и в 19 км к юго-западу от города Новоуральска. Площадь деревни — 148,17 га.
Пальники расположены на западном склоне Уральского хребта, чуть севернее реки Чёрный Шишим (левого притока реки Большой Шишим бассейна реки Чусовой), в нижнем её течении, на правом берегу. В Чёрный Шишим в данной местности впадает река Пальниковка, которая протекает по деревне с севера на юг и делит её на две части. На Пальниковке есть небольшой пруд.
Пальники соединены дорогой с деревней Починок, расположенной на автодороге Новоуральск — Билимбай. Дорога до деревни Починок ведёт от Пальников на юг-юго-восток, а в северном направлении от Пальников простирается лесная дорога к бывшей деревне Воробьи.

## История
Слово пальник означает выжженный, горелый лес.
По словам старожилов, деревня была основана в XVI—XVII веках беглым крестьянином или сосланным на Урал человеком. Подтверждённая история деревни началась лишь в 1733 году, когда крестьянин Максим Тупицын на правом берегу Чёрного Шишима, вблизи впадения в него Казачьего Шишима, открыл Шишимское месторождение железной руды, которая поступала на Верх-Нейвинский, Билимбаевский и Висимо-Шайтанские заводы. Руда отличалась большим содержанием железа: целых 45 пудов чугуна добывали из 100 пудов руды. В дореволюционные времена близ устья Большого Шишима находились 22 выжигательные печи.
В XIX — начале XX веков деревня Пальникова входила в состав Верх-Нейвинской волости Екатеринбургского уезда, входившего сначала в состав Пермской губернии, позднее недолго в состав Екатеринбургской губернии. В это время деревня носила и второе название — Чёрношишимская.
Деревня относилась к Верх-Нейвинскому приходу. В Пальниках была деревянная часовня в честь святого пророка Илии. Часовня была построена на средства местных жителей. Ежегодно в день памяти пророка 20 июля (2 августа) в часовне совершались богослужения. Проводились и крестные ходы из Пророко-Ильинской часовни до почитаемого источника и обратно. После 1915 года часовню перестроили в церковь и освятили. При советской власти в 1932 году храм был закрыт, а в 1960-х годах снесён. Забыт и святой ключ.
В конце XIX века деревня насчитывала 520 жителей, занимавшихся куренными и рудничными работами при Верх-Нейвинском заводе. Старатели трудились на золотых приисках. В начале XX века производство древесного угля сократилось, а куренные работы были прекращены.
После советской административно-территориальной реформы 1923—1924 годов деревня Пальники оказалась в составе новообразованного Невьянского района Свердловского округа Уральской области. 9 августа 1930 года Свердловский округ был упразднён, а 17 января 1934 года Уральская область разделена на три области: Обско-Иртышскую, Челябинскую и Свердловскую. В состав последней Пальники входят по сей день, а в составе Невьянского (в 1934—1935 гг. — Калатинского, в 1935—1941 гг. — Кировградского) района области находились с небольшим перерывом до 1994 года.
В начале 1930-х годов здесь был создан многопрофильный колхоз «Коллективный труд», однако само хозяйство было небогатым.
В 1937 году на реках Карабай и Грань нашли золото, добычей которого занялись старательные артели, а в 1940-е годы они добывали платину.
В марте 1941 года Пальниковский сельсовет передан из состава Кировградского в состав новообразованного Билимбаевского района Свердловской области, а 18 июня того же года в состав Пальниковского сельсовета включён упразднённый Воробьёвский сельсовет.
В 1941 году на фронт отправились более 40 пальниковских мужчин. Из них 35 человек с войны не вернулись: 18 человек погибли в бою, 3 человека умерли от ран и болезней, 14 человек пропали без вести. На Клубной улице установлен памятник воинам, погибшим в годы Великой Отечественной войны.
18 июня 1954 года Пальниковский и Починковский сельские советы Билимбаевского района объединены в один — Починковский, 5 ноября 1955 года Билимбаевский район упразднён — Починковский сельсовет вместе с Пальниками подчинён Первоуральскому горсовету, а 1 декабря 1963 года данный сельсовет и деревня в его подчинении были переданы в состав Свердловского сельского района, упразднённого 13 января 1965 года
Позже деревня Пальники входила в состав Невьянского района, где была подчинена Тарасковскому сельсовету. В 1994 году Пальники, как и все остальные населённые пункты, подчинённые в то время Тарасковскому сельсовету, переданы из состава Невьянского района в состав ЗАТО города Новоуральска.

## Население
Численность населения Пальников по годам:
| 1904 | 1908 | 1926 |
| ---- | ---- | ---- |
| 568  | 499  | 592  |

| 2002 | 2010 |
| ---- | ---- |
| 293  | ↘249 |

## Инфраструктура
Основная часть деревенского населения задействована в сельскохозяйственной отрасли.
В деревне есть клуб.
Деревня Пальники связана автобусным сообщением с городом Новоуральском. Между населёнными пунктами ходит автобус № 111.